# 济宁路浸信会教堂
36°04′13.3″N 120°19′07″E / 36.070361°N 120.31861°E
济宁路浸信会教堂为中华人民共和国山东省青岛市市南區的一座教堂，建于1928年，由美南浸信会差会开辟，座落于市北区济宁路31号（禹城路口）的山坡，是一座新古典主义建筑。

## 历史
济宁路浸信会由美籍牧师崔怡美开辟于1923年。1928年，信徒于墨林出资兴建了目前的新古典主义风格教堂，建筑面积1693平方米。砖木结构，三层建筑，花岗岩基石。正面为六根下部为花岗岩、上部为钢筋混凝结构的罗马柱。济宁路浸信会是青岛市区的8座浸信会教堂中规模最大的一座，1948年青岛市浸信会联合会在此成立。
1951年，美南浸信会的美国传教士全部撤离青岛。1958年秋，青岛市基督教实行联合礼拜，56处堂点合并为10处，该堂得以保留，乐陵路、松山路、平阴路等处浸信会均合并于此。1965年，济宁路浸信会被迫关闭，献给政府，改为工厂。 。
济宁路浸信会教堂旧址现为凯越国际青年旅馆以及餐廳。2005年，济宁路浸信会浸信会礼拜堂旧址被列为青岛市第七批文物保护单位 。